# Єкатериновка (Шарлицький район)
Єкатери́новка (рос. Екатериновка) — селище у складі Шарлицького району Оренбурзької області, Росія.

## Населення
Населення — 4 особи (2010; 2 у 2002).
Національний склад (станом на 2002 рік):
- росіяни — 100 %